# Boris Jegorow
Boris Borisowicz Jegorow, ros. Борис Борисович Егоров, (ur. 26 listopada 1937 w Moskwie, zm. 12 września 1994 tamże) – radziecki lekarz specjalizujący się w medycynie kosmicznej, Lotnik Kosmonauta ZSRR.
W oddziale kosmonautów od 26 maja do 14 października 1964 roku. Był to nabór przewidziany specjalnie do lotu Woschoda 1.
W dniach 12–13 października 1964 roku uczestniczył w locie wielomiejscowego statku kosmicznego Woschod 1. Był najmłodszym członkiem trzyosobowej załogi dowodzonej przez Władimira Komarowa. W jej skład wchodził również doświadczony inżynier Konstantin Fieoktistow. Podczas lotu kosmonauci po raz pierwszy nie mieli na sobie skafandrów. Wyprawa trwała 24 godziny 17 minut i 3 sekundy.
Stowarzyszenie Uczestników Lotów Kosmicznych (Association of Space Explorers) przyznało mu pośmiertnie Universal Astronaut Insignia za lot orbitalny (nr 13).